# 马尔滕斯拉德
马尔滕斯拉德是德国石勒苏益格－荷尔斯泰因州的一个市镇。总面积19.53平方公里，总人口963人，其中男性483人，女性480人（2011年12月31日），人口密度49人/平方公里。